# Trastuzumab
Trastuzumab er et lægemiddel, der forhandles under navnet Herceptin, som virker mod 1/4 del af alle brystkræfttilfælde som skyldes en mutation i genet for et særligt protein. Herceptin indeholder stoffet trastuzumab som er et humaniseret monoklonalt antistof.

## Eksterne kilder og henvisninger
- Producentens side (Webside ikke længere tilgængelig)
- Læs mere om indholdsstoffet trastuzumap på medicin.dk